# 유람지

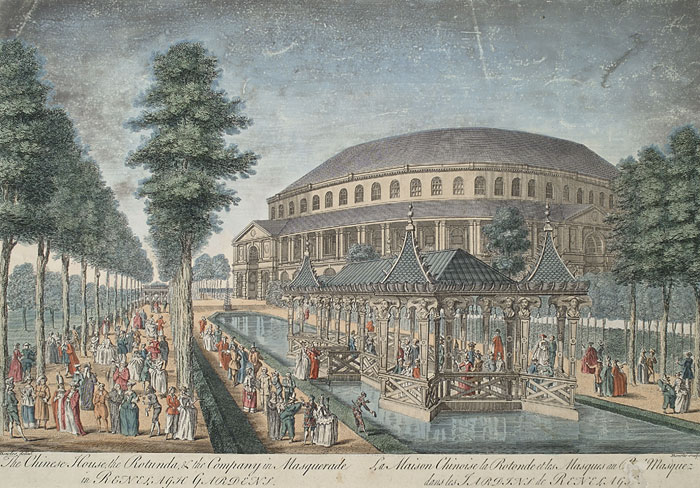
로톤다 외부를 보여주는 18세기 그림

유람지(pleasure garden)란 여가와 오락을 위해 대중에게 공개되는 공원이나 정원을 말한다. 유람지는 콘서트홀, 밴드스탠드, 놀이기구, 동물원, 머내저리 등 다양한 명소를 갖춘 오락 장소 역할을 한다는 점에서 다른 공공 정원과 다르다.
역사적으로 유람지나 플레저 그라운드는 감상을 위해 심고 관상용 식물과 산책을 위한 깔끔한 길을 갖춘 개인 꽃밭, 관목 정원 또는 정식 숲이 우거진 지역을 의미했다. 이는 잔디밭이나 조경된 공원으로 심어진 넓은 정원의 영역, 또는 텃밭과 숲의 "유용한" 영역과 구별되었다. 유람지는 여름 더위로부터 시원하고 상쾌한 피난처를 제공했다. 지중해식 정원은 겨울철에도 유지되었으며, 겨울철 비로 이탈리아 북부에서는 장미와 아몬드 나무가 잘 자랄 수 있었다. 이로 인해 정원은 일년 내내 환영받는 휴양지가 되었다.
유람지의 영단어 pleasure garden의 경우 정원의 장식적인 부분과 상업 오락 장소라는 두 가지 의미가 영어에서는 적어도 17세기부터 공존했다.

## 같이 보기
- 정원 종류